# Lista de episódios de The Lodge
Veja a lista de episódios da série de televisão The Lodge do Disney Channel. A segunda temporada da série está prevista para estrear a 23 de junho de 2017 no Disney Channel do Reino Unido e Irlanda, Canadá e Estados Unidos. A série é protagonizada por Sophie Simnett.

## Temporadas
| Temporada | Temporada | Episódios | Exibição original      | Exibição original      | Exibição no Brasil      | Exibição no Brasil      | Exibição em Portugal             | Exibição em Portugal             |
| Temporada | Temporada | Episódios | Estreia de temporada   | Final de temporada     | Estreia de temporada    | Final de temporada      | Estreia de temporada             | Final de temporada               |
| --------- | --------- | --------- | ---------------------- | ---------------------- | ----------------------- | ----------------------- | -------------------------------- | -------------------------------- |
|           | 1         | 10        | 23 de setembro de 2016 | 25 de novembro de 2016 | 11 de fevereiro de 2017 | 8 de abril de 2017      | 20 de março de 2017              | 31 de março de 2017              |
|           | 2         | 15        | 9 de junho de 2017     | 3 de novembro de 2017  | 29 de janeiro de 2018   | 16 de fevereiro de 2018 | 15 de setembro de 2020 (Disney+) | 15 de setembro de 2020 (Disney+) |

## Episódios

### 1ª Temporada (2016)
| # | ## | Título                                                                              | Estreia Original       | Estreia Portugal    | Estreia Brasil          |
| --- | -- | ----------------------------------------------------------------------------------- | ---------------------- | ------------------- | ----------------------- |
| 1 | 1  | "A Rapariga Nova (PT) A Garota Nova (BR)" "The New Girl"                            | 23 de setembro de 2016 | 20 de março de 2017 | 11 de fevereiro de 2017 |
| Começamos com Skye e seu pai dirigindo para o hotel, enquanto o Skye conversa por Face Timing com seu melhor amigo Josh. Sean anda na frente do carro fazendo com que Ed o pare instantaneamente o que, por sua vez, quebra o carro. Sean dá Skye um passeio para o hotel. Eles chegam ao hotel onde conhecem Kaylee e ele descobre que o avô de Skye é o dono do lugar. Ben repara o carro, mas tem uma atitude gelada em relação a Ed. É então revelado que, sem o conhecimento de Skye, seu pai e seu avô estavam planejando vender o lugar. Durante um jogo de vôlei, a namorada de Sean, Danielle, revela a Skye que o pai de Sean, Gil, é quem comprará o lugar. Skye então convence seu pai e seu avô para dar ao North Star uma reforma e mantê-lo funcionando até o final do verão. Elenco Recorrente: Marcus Garvey como Ed, Geoffrey McGivern como Patrick, Dan Richardson como Gil, Ellie Taylor como Christina, Sarah Nauta como Lori e Laila Rouass como Olivia. |    |                                                                                     |                        |                     |                         |
| 2 | 2  | "Venha o Reality Show (PT) Verificação da Realidade (BR)" "Reality Check"           | 30 de setembro de 2016 | 20 de março de 2017 | 11 de fevereiro de 2017 |
| Skye, Kaylee, Noah e Ben começam a dar ao North Star uma reforma muito necessária. Danielle começa a acreditar que há algo acontecendo entre Sean e Skye, então Sean promete a Danielle que ele não falará com Skye. Skye ganha a oferta cantar em um show chamado 'My Amazing Life' e aceita a oferta para promover o hotel. Sean visita o hotel e ele e Skye se falam. Danielle fica furiosa com o fato de Skye ter o show e que Sean conversa com Skye. Para tirar Danielle das costas de Skye, Ben diz que ele e Skye estão namorando e ele a beija na bochecha. Skye propõe que Kaylee realize uma noite de música, mas logo antes de Kaylee ir no palco, Danielle tenta convencê-la de que Skye está apenas usando ela para publicidade. Kaylee ignora-a e, à medida que a performance começa, o poder se apaga para que Noah e Lori baixem no porão para voltar a ligá-lo. Danielle então explica a Kaylee como ela pensa que o conjunto foi encenado por Skye. Skye conversa com Kaylee e convence Kaylee para cantar um acústico com ela. Após o desempenho, Sean diz a Skye que ela não deveria usar Ben, ela expressa sua raiva em um correio de voz para ele e diz que ele precisa se importar com seu próprio negócio. No final do episódio, Noah confessa seus sentimentos por Kaylee, mas a filmagem é vista por Lori, que então o exclui. Elenco Recorrente: Marcus Garvey como Ed, Geoffrey McGivern como Patrick, Ellie Taylor como Christina, Tom Hudson como Kyle, Martin Anzor como Aaron e Sarah Nauta como Lori. |    |                                                                                     |                        |                     |                         |
| 3 | 3  | "Oportunidades (PT/BR)" "Opportunities"                                             | 7 de outubro de 2016   | 21 de março de 2017 | 18 de fevereiro de 2017 |
| Sentindo-se mal por ter deixado um correio de voz irritado para Sean e ao saber que seu pai cortou seu subsídio, Skye oferece-lhe um emprego. Ela também faz escalada com Ben e seu irmão Ethan. Ethan então 'cai' para fazer Ben ter que vir salvá-lo, na tentativa de fazer Ben ficar bem na frente de Skye. Ben então leva Skye ao lugar favorito de sua mãe. O avô de Skye deixa o hotel e todos celebram. Com raiva de Skye por dar a Sean um emprego no hotel, Danielle revela a ela que a ex de Ben, Ana, está de volta à cidade. Elenco Recorrente: Marcus Garvey como Ed, Geoffrey McGivern como Patrick, Dan Richardson como Gil, Ellie Taylor como Christina, Tom Hudson como Kyle, Martin Anzor como Aaron, Sarah Nauta como Lori, Emma Campbell-Jones como Ella, Clara Rugaard como Ana, e Cameron King como Ethan. |    |                                                                                     |                        |                     |                         |
| 4 | 4  | "Encontro Duplo (PT/BR)" "Double Date"                                              | 14 de outubro de 2016  | 22 de março de 2017 | 25 de fevereiro de 2017 |
| Com Ana de volta à cidade, Skye começa a se sentir insegura sobre seu relacionamento com Ben. Danielle propõe uma data dupla convidando Skye e Ben para ir com ela e Sean e acabar um pouco convidando Ana para o seu último dia. Para ver qual garota que Ben gosta mais, quando Ana cai, Danielle empurra Skye para a água também. Ben acaba por salvar a Ana, mas só porque ela não pode nadar, deixando Sean para ter que salvar Skye, e enquanto ele está de caiaque, ele se depara com o caiaque de Danielle, fazendo com que ela caia. Kaylee descobre que o My Amazing Life - conspira para mantê-la separada de Noah. Noah, Kaylee e Lori também encontram um caminho secreto e um quarto abaixo do hotel. O episódio termina com a saída de Ana e Josh chegando à recepção. Elenco Recorrente : Marcus Garvey como Ed, Ellie Taylor como Christina, Tom Hudson como Kyle, Martin Anzor como Aaron, Sarah Nauta como Lori, Clara Rugaard como Ana, Laila Rouass como Olivia. |    |                                                                                     |                        |                     |                         |
| 5 | 5  | "Vitória (PT) #Ganhando (BR)" "#Winning"                                            | 21 de outubro de 2016  | 23 de março de 2017 | 4 de março de 2017      |
| Sean e Ben entram nas eliminatórias regionais de mountain bike e Josh e Skye os animam; Noah e Kaylee realizam audições de concertos. Skye mostra a seu melhor amigo, Josh, o noivo de sua mãe e no show eles decidem encontrar o mesmo. Os sentimentos de Sean por Skye ficam claros para Danielle. Elenco Recorrente: Marcus Garvey como Ed, Dominic Harrison como Oz, Dan Richardson como Gil, Ellie Taylor como Christina, Tom Hudson como Kyle, Martin Anzor como Aaron, John Hopkins como SJ. |    |                                                                                     |                        |                     |                         |
| 6 | 6  | "É Melhor Guardar os Segredos (PT) Segredos Bem Guardados (BR)" "Best Kept Secrets" | 28 de outubro de 2016  | 27 de março de 2017 | 11 de março de 2017     |
| Skye está preocupada com que ela possa machucar Ben dizendo que Sean a beijou depois da corrida. Danielle pergunta mais tarde se Skye tem sentimentos por Sean e o que ela pensa sobre Ben. Skye não percebeu que Danielle pegou o que disse na fita e quer colocá-lo no show. Danielle depois confronta Sean e pergunta se ele tem sentimentos por Skye e ele diz que sim. Skye diz a Ben que ela foi beijada por Sean e então Ben fica furioso e empurra Sean descendo a escada por acidente e ele torce o tornozelo. Elenco Recorrente: Marcus Garvey como Ed, Dominic Harrison como Oz, Ellie Taylor como Christina, Tom Hudson como Kyle, Martin Anzor como Aaron, Dan Richardson como Gil, Cameron King como Ethan, e John Hopkins como SJ. |    |                                                                                     |                        |                     |                         |
| 7 | 7  | "Cancelado (PT/BR)" "Cancelled"                                                     | 4 de novembro de 2016  | 28 de março de 2017 | 18 de março de 2017     |
| Após a impressionante revelação de que Sean beijou Skye, as coisas vão mal no North Star. Depois disso, Ben deixa de trabalhar para o hotel. Sem Ben, as coisas no hotel vão mal, quando Skye tem que lidar com um chuveiro com defeito e também planejar uma noite de pizza para o My Amazing Life. Skye implora a Ben para voltar, mas quando um drone da My Amazing Life os segue ao lugar secreto de Skye, Skye cancela o show por raiva. Christina e a equipe saem do hotel e Danielle perde seu trabalho com o show por causa disso. Enquanto isso, os espiões de SJ estão se esgueirando ao redor do hotel mais uma vez, mas desta vez, como encanadores para "consertar" o chuveiro. Além disso, com o tempo livre de andar, devido a sua lesão no tornozelo, Sean está perdido sem o hotel, mas assustou-se de voltar após a explosão. O pai de Sean, Gil, convence-o a arrumar as coisas, mas ele também o faz prometer mencionar que está querendo comprar o hotel para Skye. O episódio conclui com Skye e Sean corrigindo as coisas um com o outro, enquanto Oz e a banda se apresentam na noite da pizza. Elenco Recorrente: Marcus Garvey como Ed, Dominic Harrison como Oz, Dan Richardson como Gil, Ellie Taylor como Christina, Tom Hudson como Kyle, Martin Anzor como Aaron, Laila Rouass como Olivia, Emma Campbell-Jones como Ella. |    |                                                                                     |                        |                     |                         |
| 8 | 8  | "Sentimentalismo (PT) Ilusão (BR)" "Wishful Thinking"                               | 11 de novembro de 2016 | 29 de março de 2017 | 25 de março de 2017     |
| Skye, Kaylee, Oz, Noah e Sean partem para uma viagem de acampamento. Danielle e Ben se encontram na floresta e tentam encontrar o acampamento. Ben e Sean entram na floresta e acabam em uma discussão sobre Skye. Oz revela acidentalmente ao grupo que Kaylee entrou na City Music School e está saindo. Oz mais tarde conta a Noah que se ele quiser o melhor para Kaylee, ele deveria voltar e deixá-la partir. As meninas pensam que um animal selvagem está fora da barraca, mas é realmente apenas Kyle e Aaron tentando entrar e conversar com Skye sobre S.J.. Mais tarde, Skye diz ao grupo sobre uma tradição japonesa que se você escrever seu desejo e transformá-lo em um barco, e libertá-lo, ele se tornará realidade, desde que ninguém leia. Todos colocam seus desejos em um rio. À noite, Kaylee e Skye encontram o barco de desejos de Noah. Kaylee abre e descobre que diz: "Eu gostaria que Kaylee ficasse e nós poderíamos estar juntos". Ela fica assustada com o desejo. Elenco Recorrente: Marcus Garvey como Ed, Dominic Harrison como Oz, Tom Hudson como Kyle, e Martin Anzor como Aaron. Ausente: Joshua Sinclair-Evans como Josh |    |                                                                                     |                        |                     |                         |
| 9 | 9  | "A Verdade (PT/BR)" "The Truth"                                                     | 18 de novembro de 2016 | 30 de março de 2017 | 1 de abril de 2017      |
| Elenco Recorrente: Marcus Garvey como Ed, Dominic Harrison como Oz, Dan Richardson como Gil, Tom Hudson como Kyle, Martin Anzor como Aaron, John Hopkins como SJ. |    |                                                                                     |                        |                     |                         |
| 10 | 10 | "A Escolha (PT/BR)" "The Choice"                                                    | 25 de novembro de 2016 | 30 de março de 2017 | 8 de abril de 2017      |
| À medida que o concerto se aproxima de Oz e a banda sai, deixando o hotel sem uma abertura para o show. Danielle exorta sua mãe a reduzir os ciúmes. Josh chega para que Skye se concentre no concerto. Uma grande multidão se reuniu para assistir, mas Olivia tenta fazer parar de acontecer. Skye deve escolher entre Sean e Ben, mas enfrenta pressão. O pessoal do hotel se prepara para entrar no palco e fazer o melhor que puderem, mas a mãe de Danielle, Christina, pode acabar com toda a alegria deles, quando aparece no show dizendo que tem direito suficiente para destruir o hotel. Elenco Recorrente: Marcus Garvey como Ed, Ellie Taylor como Christina, Dominic Harrison como Oz, Tom Hudson como Kyle, Martin Anzor como Aaron, Laila Rouass como Olivia. |    |                                                                                     |                        |                     |                         |

### 2ª Temporada (2017)
| # | #  | Título                                                                                 | Estreia Original       | Estreia Portugal             | Estreia Brasil          |
| --- | -- | -------------------------------------------------------------------------------------- | ---------------------- | ---------------------------- | ----------------------- |
| 11 | 1  | "Eu Escolho-te a Ti (PT) Eu Escolho Você (BR)" "I Choose You"                          | 9 de junho de 2017     | 11 de maio de 2020 (Disney+) | 29 de janeiro de 2018   |
| Quando Josh se prepara para começar um novo reality show no hotel, Skye deve lidar com as repercussões de sua escolha. Danielle deve decidir o que fazer com o mapa e Kaylee tenta se adaptar na escola de música. Participações: Marcus Garvey como Ed, Tom Hudson como Kyle, Martin Anzor como Aaron, Dan Richardson como Gil, Lina Larissa Strahl como Frankie, Eloise Joseph como Senhorita Shaw                                                                      |    |                                                                                        |                        |                              |                         |
| 12 | 2  | "Parceiras (PT) Parceiros (BR)" "Partners"                                             | 16 de junho de 2017    | 11 de maio de 2020 (Disney+) | 30 de janeiro de 2018   |
| Skye e Sean vão em seu primeiro encontro. Danielle e Ben seguem o mapa para uma clareira e se deparam com problemas. Em outro lugar, Kaylee encontra Frankie e elas rapidamente se tornam amigas. Alex chega no hotel a procura de um emprego. Participações: Marcus Garvey como Ed, Tom Hudson como Kyle, Martin Anzor como Aaron, Lina Larissa Strahl como Frankie, Eloise Joseph como Senhorita Shaw.                                                                  |    |                                                                                        |                        |                              |                         |
| 13 | 3  | "Ajuda (PT) Socorro (BR)" "Help"                                                       | 23 de junho de 2017    | 11 de maio de 2020 (Disney+) | 31 de janeiro de 2018   |
| Danielle e Ben são resgatados da caverna por Sean e Skye, depois de encontrarem uma caixa antiga, o que desperta a curiosidade de Skye sobre o porquê de estarem ali. Kaylee e Frankie vão a gravadora e recebem uma proposta e Josh faz uma revelação para Noah. Participações: Marcus Garvey como Ed, Martin Anzor como Aaron, Tom Hudson como Kyle, Lina Larissa Strahl como Frankie, Kimberley Walsh como Rebecca, e Eloise Joseph como Senhorita Shaw                |    |                                                                                        |                        |                              |                         |
| 14 | 4  | "Liga-me (PT) Me Liga (BR)" "Call Me"                                                  | 30 de junho de 2017    | 11 de maio de 2020 (Disney+) | 1 de fevereiro de 2018  |
| Sean precisa de um parceiro para um novo evento de ciclismo, o Enduro e pergunta para Skye se ela gostaria de participar. Kaylee e Frankie gravam sua música, Ben tem uma decisão difícil de fazer e Danielle acaba revelando algo para Gil. Participações: Marcus Garvey como Ed, Dan Richardson como Gil, Lina Larissa Strahl como Frankie, Kimberley Walsh como Rebecca, e Eloise Joseph como Senhorita Shaw                                                           |    |                                                                                        |                        |                              |                         |
| 15 | 5  | "O Hóspede Misterioso (PT/BR)" "Mystery Guest"                                         | 7 de julho de 2017     | 11 de maio de 2020 (Disney+) | 2 de fevereiro de 2018  |
| Skye começa os treinamentos para o Enduro com Sean, mas acaba se atrapalhando por conta de Ben. Kaylee retorna para o hotel e esclarece as coisas com Noah. Ben tenta descobrir algo sobre o Hóspede Misterioso e Kaylee toma sua decisão a respeito da música da gravadora. Participações: Marcus Garvey como Ed, Richard Doubleday como Guarda Florestal, Martin Anzor como Aaron, Tom Hudson como Kyle, e Kimberley Walsh como Rebecca                                 |    |                                                                                        |                        |                              |                         |
| 16 | 6  | "A Última Dança (PT)/(BR)" "The Last Dance"                                            | 14 de julho de 2017    | 11 de maio de 2020 (Disney+) | 5 de fevereiro de 2018  |
| Com as contagens regressivas para o acordo de vender o hotel Estrela do Norte para Gil, Skye planeja uma maratona de dança para arrecadar o dinheiro que falta para conseguir pagar a multa e salvar o hotel. Em contrapartida, Ben começa a estranhar o comportamento de Alex e decide investigar mais a fundo. Participações: Marcus Garvey como Ed, Martin Anzor como Aaron, e Tom Hudson como Kyle                                                                    |    |                                                                                        |                        |                              |                         |
| 17 | 7  | "Eu Vou Irritar-te e Chatear-te (PT) Eu Sou o Lobo Mau (BR)" "I'll Huff And I'll Puff" | 14 de julho de 2017    | 11 de maio de 2020 (Disney+) | 6 de fevereiro de 2018  |
| Com o hotel nas mãos de Gil após não baterem a meta no crowdfunding, Skye se desespera e planeja um protesto para impedir a demolição do Estrela do Norte. Participações: Marcus Garvey como Ed, Dan Richardson como Gil, Martin Anzor como Aaron, e Tom Hudson como Kyle |    |                                                                                        |                        |                              |                         |
| 18 | 8  | "Sem Nenhuns Sentimentos (PT) Sem Ressentimentos (BR)" "No Hard Feelings"              | 8 de setembro de 2017  | 11 de maio de 2020 (Disney+) | 7 de fevereiro de 2018  |
| Ben e Noah tentam distrair Sean de seus problemas, Kaylee se concentra em sua música e Skye se junta com Alex e Danielle para desvendar o mistério da mensagem. Participações: Marcus Garvey como Ed Hart, Dan Richardson como Gil Matthews, Richard Doubleday como Conselheiro do Meio Ambiente e Brian Blessed Obe como Walter. |    |                                                                                        |                        |                              |                         |
| 19 | 9  | "A Nova Gerência (PT) Sob Nova Direção (BR)" "Under New Management"                    | 15 de setembro de 2017 | 11 de maio de 2020 (Disney+) | 8 de fevereiro de 2018  |
| Sean está preocupado por dirigir o hotel com seus pais e manter a sua relação com seus amigos. Enquanto Skye, Alex e Danielle se preparam para ir a uma misteriosa ilha juntas. Participações: Marcus Garvey como Ed Hart, Tom Hudson como Kyle, Martin Anzor como Aaron e Dan Richardson como Gil Matthews, Lina Larissa Strahl como Frankie, Emma Campbell-Jones como Ella Matthews, Sara Dylan como Lauren e Carol Moore como Pescadora.                               |    |                                                                                        |                        |                              |                         |
| 20 | 10 | "A Tempestade (PT)/(BR)" "Storm"                                                       | 22 de setembro de 2017 | 11 de maio de 2020 (Disney+) | 9 de fevereiro de 2018  |
| Skye e seus amigos viajam para a ilha Solus em busca de sua próxima pista, enquanto Sean fica no hotel com os seus pais, desejando que ele estivesse lá com eles. Participação: Marcus Garvey como Ed Hart. Ausentes: Jayden Revri como Noah Potts, Jade Alleyne como Kaylee Markson e Joshua Sinclair-Evans como Josh. |    |                                                                                        |                        |                              |                         |
| 21 | 11 | "Mudar de Lado (PT) Tomando Partido (BR)" "Taking Sides"                               | 29 de setembro de 2017 | 11 de maio de 2020 (Disney+) | 12 de fevereiro de 2018 |
| Skye descobre que ganhou um prêmio e que deverá retornar ao hotel para recebe-lo, enquanto Alex tenta entender o porquê de Skye estar naquela foto de infância. Participações: Marcus Garvey como Ed Hart, Tom Hudson como Kyle, Martin Anzor como Aaron e Dan Richardson como Gil Matthews. |    |                                                                                        |                        |                              |                         |
| 22 | 12 | "Difícil de Dizer Não (PT) Difícil Dizer Não (BR)" "Distant Relations"                 | 6 de outubro de 2017   | 11 de maio de 2020 (Disney+) | 13 de fevereiro de 2018 |
| Skye e Alex devem lidar com uma revelação sobre os seus passados, Kaylee e Noah se concentram com o show se aproximando e Sean enfrenta uma decisão difícil sobre sua paixão na pista. Participações: Marcus Garvey como Ed Hart, Tom Hudson como Kyle, Martin Anzor como Aaron, Lina Larissa Strahl como Frankie e Brahm Gallagher como Empresário. Participação Especial: Dove Cameron como Jess e Ben Radcliffe como Max.                                              |    |                                                                                        |                        |                              |                         |
| 23 | 13 | "Parentescos Distantes (PT)/(BR)" "Distant Relations"                                  | 13 de outubro de 2017  | 11 de maio de 2020 (Disney+) | 14 de fevereiro de 2018 |
| Skye, Alex e Danielle retornam ao hotel para buscar uma nova pista sobre o ouro. Sean e Jess tornam-se parceiros de corrida e Kaylee finalmente vence a timidez e demostra o seu amor por Noah. Participações: Marcus Garvey como Ed Hart e Dan Richardson como Gil Matthews. Participação Especial: Dove Cameron como Jess. |    |                                                                                        |                        |                              |                         |
| 24 | 14 | "Linha de Chegada (PT)/(BR)" "Finish Line"                                             | 27 de outubro de 2017  | 11 de maio de 2020 (Disney+) | 15 de fevereiro de 2018 |
| Skye, Alex e Danielle retornam ao hotel para buscar uma nova pista sobre o ouro. Sean e Jess tornam-se parceiros de corrida e Kaylee finalmente vence a timidez e demostra o seu amor por Noah. Participações: Kimberley Walsh como Rebecca, Marcus Garvey como Ed Hart, Tom Hudson como Kyle, Martin Anzor como Aaron, Dan Richardson como Gil Matthews, Lina Larissa Strahl como Frankie e Eloise Joseph como Srta. Shaw Participação Especial: Dove Cameron como Jess. |    |                                                                                        |                        |                              |                         |
| 25 | 15 | "A Estrela do Norte (PT) O North Star (BR)" "The North Star"                           | 3 de novembro de 2017  | 11 de maio de 2020 (Disney+) | 16 de fevereiro de 2018 |
| Com o relógio de Skye marcando a hora, ela e seus amigos tentam completar o enigma deixado pelo avô de Alex, enquanto Noah tem uma surpresa para Kaylee. Participações: Marcus Garvey como Ed Hart, Dan Richardson como Gil Matthews, Brian Blessed Obe como Walter e Brahm Gallagher como Empresário. Participação Especial: Dove Cameron como Jess. |    |                                                                                        |                        |                              |                         |